# El templete de Nasse House (película)
El templete de Nasse House (título original: Dead Man's Folly) es un telefilme de 1986 dirigida por Clive Donner y protagonizado por Peter Ustinov, Jean Stapleton y Constance Cummings.
La película está basada en una novel de Agatha Christie que tiene el mismo nombre. Al adaptarla se ambientó el telefilme en la época actual de la película.

## Argumento
El famoso detective Hércules Poirot asiste a una fiesta en un jardín donde se organiza una "caza del asesino" a modo de juego de mesa. Cuando la "víctima" es realmente asesinada, se le da de esa manera la oportunidad de demostrar su inteligencia.

## Reparto
| Actor               | Personaje                 |
| ------------------- | ------------------------- |
| Peter Ustinov       | Hércules Poirot           |
| Jean Stapleton      | Ariadne Oliver            |
| Constance Cummings  | Amy Folliat               |
| Tim Pigott-Smith    | Sir George Stubbs         |
| Jonathan Cecil      | Capitán Arthur Hastings   |
| Kenneth Cranham     | Detective Inspector Bland |
| Susan Wooldridge    | Amanda Brewis             |
| Christopher Guard   | Alec Legge                |
| Jeff Yagher         | Eddie South               |
| Nicollette Sheridan | Hattie Stubbs             |

## Producción
El telefilme se rodó en West Wycombe en Buckinghamshire, Inglaterra.

## Recepción
Hoy en día el telefilme ha sido valorado en portales cinematográficos. En IMDb, por ejemplo, con aproximadamente 2400 votos registrados, el filme obtiene una media ponderada de 6,3 sobre 10. En cuanto a Rotten Tomatoes, los más de 50 votos registrados le dieron allí una valoración media de 3,4 de 5. También cabe destacar, que en La Vanguardia el 59 % de los usuarios registrados en ese periódico le dan una valoración positiva al telefilme.